# Syricoris aurofasciana
Syricoris aurofasciana är en fjärilsart som beskrevs av Adrian Hardy Haworth 1811. Syricoris aurofasciana ingår i släktet Syricoris och familjen vecklare. Inga underarter finns listade i Catalogue of Life.